# 탑대성동
탑대성동(塔大成洞)은 충청북도 청주시 상당구에 있는 행정동이다. 법정동은 탑동, 대성동이다.

## 역사
- 1897년 충청북도 청주군 동주내면
- 1914년 충청북도 청주군 사주면
- 1935년 충청북도 청주군 청주읍
- 1947년 충청북도 청주부 탑동, 대성동
- 1949년 충청북도 청주시 탑·대성동
- 1995년 충청북도 청주시 상당구 탑·대성동